# Swamp Rock

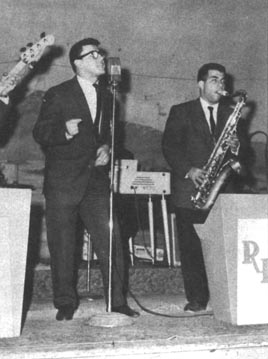
Swamp-Rock-Musiker: Jivin’ Gene (circa 1959)

Swamp Rock (Sumpfrock) bezeichnet eine Richtung der Rockmusik, die aus den Südstaaten der USA – insbesondere aus den Sümpfen Louisianas – stammt. Swamp-Rock wird auch als Swamp Music bezeichnet. Diese Musik verbindet Elemente des Country, Blues, Folk und der Cajun-Musik und reiht sich in die Kategorie des American Folk ein.
Während beispielsweise Creedence Clearwater Revival und John Fogerty eine Rock-Instrumentierung benutzten, kam in der Chenier-Familie das Akkordeon als führendes Instrument zum Einsatz. Ein weiterer bekannter Vertreter des Swamp Rock war Tony Joe White, dessen Song Polk Salad Annie von Elvis Presley gecovert wurde.